# الأمير أميديو، دوق أوستا (مواليد 1943)
الأمير أميديو دوق أوستا (بالإيطالية: Amedeo di Savoia-Aosta) (27 سبتمبر 1943-1 يونيو 2021) أمير إيطالي وهو الزوج السابقة لكلود أميرة أورليان.

## الوفاة
توفي الأمير أميديو في 1 يونيو 2021، عن عمر يناهز 77 عامًا في أريتسو جراء نوبة قلبية بعد خضوعه لعملية جراحية في 27 مايو السابق.

## روابط خارجية
- الأمير أميديو دوق أوستا على موقع IMDb (الإنجليزية)